# 다카기시 겐신
다카기시 겐신(일본어: 髙岸 憲伸, 1999년 6월 29일~)는 일본의 축구 선수이다.

## 구단 경력
그는 2022년 J2리그의 미토 홀리호크에 입단했다. 2024년까지 41경기에 출전.